# Apostenus ochraceus
Espèce
Apostenus ochraceus est une espèce d'araignées aranéomorphes de la famille des Liocranidae.

## Distribution
Cette espèce est endémique de Grèce.

## Description
La femelle décrite par Bosmans en 2009 mesure 3,52 mm.

## Publication originale
- Hadjissarantos, 1940 : Les araignées de l'Attique. Athènes, 1-132.